# Luigi Vanvitelli
Luigi Vanvitelli (ur. 12 maja 1700 w Neapolu, zm. 1 marca 1773 w Casercie) – włoski inżynier i architekt.
Jego ojciec Gaspar van Wittel, znany malarz, pochodził z Holandii. Osiedlił się we Włoszech i był tam znany pod nazwiskiem Vanvitelli. Luigi Vanvitelli urodził się w Neapolu, a nauki pobierał u architekta Salviego w Rzymie, gdzie przyczynił się do odnowy wielu budynków. Wraz z Salvim brał udział w pracach powiększenia Palazzo Odescalchi oraz przebudowy Fontanna di Trevi. Jemu zawdzięczała nowy wygląd fasada Palazzo Poli, jak i fasada bazyliki św. Jana na Lateranie (1732).
Po tych sukcesach papież Klemens XII wysłał go do Marche. W Ankonie był głównym architektem rozległego fortu Mole Vanvitelliana (używanego później jako lazaret).
Następnie pomógł ustabilizować kopułę bazyliki św. Piotra na Watykanie, której groziły pęknięcia i namalował freski w bazylice św. Cecylii na Zatybrzu. W 1742 zaprojektował (wspólnie z Salvim) kaplicę św. Jana Chrzciciela dla portugalskiego króla Jana V, którą zbudowano w Rzymie a następnie rozmontowano i przesłano do Lizbony, gdzie zmontowano ją ponownie w kościele św. Rocha.
W 1752 rozpoczęto budowę imponującego pałacu Królewskiego w Casercie, zaprojektowanego przez Vanvitellego na życzenie króla Karola III. Vanvitellii poświęcił budowie pałacu resztę życia a po jego śmierci kontynuował ją jego syn Carlo (zakończył ją w 1780).
Ponadto zaprojektował Palazzo Reale (1753) i inne budowle w Neapolu: pałace i kościoły. Obmyślił też system akweduktów w Casercie oraz zbudował most przez rzekę Calore Irpino w Benewencie. 